# مارتي موريسي
مارتي موريسي (بالإنجليزية: Marty Morrissey)‏ هو مقدم تلفزيوني أيرلندي، ولد في 28 أكتوبر 1958 في مالو ‏ في جمهورية أيرلندا.